# Breuschwickersheim
Breuschwickersheim (Wickersche nel dialetto germanico locale) è un comune francese di 1 250 abitanti situato nel dipartimento del Basso Reno nella regione del Grand Est.

## Società

### Evoluzione demografica
Abitanti censiti